# Tongo
José Abelardo Gutiérrez Alanya (El Tambo, Provincia de Huancayo, 24 de septiembre de 1957-Lima, 10 de marzo de 2023), conocido artísticamente como Tongo, fue un cantante, compositor, celebridad de Internet, arreglista y humorista peruano. Interpretaba principalmente música chicha, género que fusionaba con el rock, además de emplearlo en parodias musicales.
Bajo el conjunto Tongo y su Grupo Imaginación, formado en 1981, se dio a conocer con canciones como «La pituca» y «Sufre, peruano, sufre». Parte de su salto a la popularidad se debe a su relación con los principales medios de comunicación peruanos y su voluntad de utilizar su popularidad para publicidad comercial y campañas políticas, por lo que Magaly Medina lo considera como un «personaje de Chollywood». Su tumultuosa amistad con el escritor y periodista Jaime Bayly, dada por sus apariciones habituales en sus entrevistas de televisión, fue crucial en su ascenso a la fama. En el ámbito de la política, además de promover la elección de Bayly a la presidencia con la canción «Jaime pa' presidente», Tongo se postuló sin éxito para el Congreso en 2005.
El estrellato nacional de Tongo alcanzó su punto máximo en 2008, cuando lanzó una versión en inglés de «La pituca». La canción, conocida por sus traducciones erróneas de los versos, superó la popularidad del original y se convirtió en un éxito viral en YouTube. A partir de la década de 2010, comenzó a realizar más versiones cómicas en cumbia y rock a modo de parodia, principalmente de canciones en inglés, cuya interpretación se caracteriza por pronunciar deliberadamente mal el idioma utilizando la fonética del español. Se encuentran entre sus parodias más notables «Pumped Up Kicks» de Foster the People, «Chop Suey!» de System of a Down, «Numb» de Linkin Park, «Hotel California» de Eagles, «Rap God» de Eminem, «Baby» de Justin Bieber y «Let It Be» de The Beatles.

## Biografía

### 1957-2010: primeros años, inicios y Grupo Imaginación
Abelardo Gutiérrez nació el 24 de septiembre de 1957 en el distrito de El Tambo, una ciudad ubicada en la provincia de Huancayo, departamento de Junín, Perú. Fue registrado el 11 de abril del mismo año debido a los trámites de certificación.
Por ser hijo único, migró a Lima para ganarse la vida como vendedor. Sus primeras canciones fueron interpretadas por el grupo Kiwishow. En 1981 forma el Grupo Imaginación. A finales de la década de 1990 alcanzó la fama con los temas «La pituca» y «Sufre, peruano, sufre». En 2001 interpretó una canción para recaudar fondos a los afectados de Mesa Redonda, sin embargo, las acusaciones terminaron por interrumpir su carrera artística.
En 2007 cuando la cumbia tenía cabida en la radio y la televisión, a través de la súbita muerte de los integrantes de Néctar, vuelve a resaltar en la escena con una polémica presentación en el programa El francotirador de Jaime Bayly. Entre sus tantas apariciones en el programa, promocionó la versión en idioma inglés de su canción «La pituca», además de otros idiomas.
En marzo de 2007 se presentó en las discotecas del Balneario de Asia, donde cantó sus temas más representativos. También se presentó en 2011 y 2016.
En junio de 2007 atravesó un momento de preocupación cuando su madre, Florencia Alanya Flores, sufrió un accidente al caerse en su casa, fracturándose la cadera y el brazo derecho, lo que se complicó aún más por sufrir de insuficiencia cardíaca y renal. Poco tiempo después, ella fallecería. 

### 2010-2023: Le Tongué, canciones cómicas y versiones entonglish
A partir del tema «La pituca en inglés» en 2007, Tongo, bajo el seudónimo de Le Tongué, se dedicó a versionar canciones populares en su país. Uno de ellos fue «Baby» de Justin Bieber, que ganó popularidad en las discotecas de Lima. También interpretó «Let It Be», que se planeó estrenarse en 2009, pero fue lanzado en 2011 al conseguir los permisos. Mientras tanto se presentó en la radio con su propio programa Tongonea para CPN Radio. En 2011, Tongo también versionó «Ai Se Eu te Pego» con un estilo similar a Neymar, futbolista que conoció personalmente en ese año.
A finales de 2016, lanza una parodia de «Chop Suey!» de System of a Down, siendo este su video más popular de YouTube con más de 19 millones de visitas, ganándose la atribución de los medios internacionales. Varias canciones versionadas fueron publicadas en su canal de YouTube, el cual en 2020 alcanzó el millón de suscriptores.

El estilo tonglish fusiona la cumbia, la chicha, el rock cómico y el género de la canción original con una pronunciación deficiente del inglés. El artista también ha versionado canciones en otros idiomas. Inicialmente como una actividad de ocio, reconoció en 2017 que es «el único en el Perú y en el mundo» que se ha atrevido a cantar covers en un acento rudimentario. Desde 2016, las parodias estuvieron acompañadas por videos musicales, que fueron editados por Juan García.

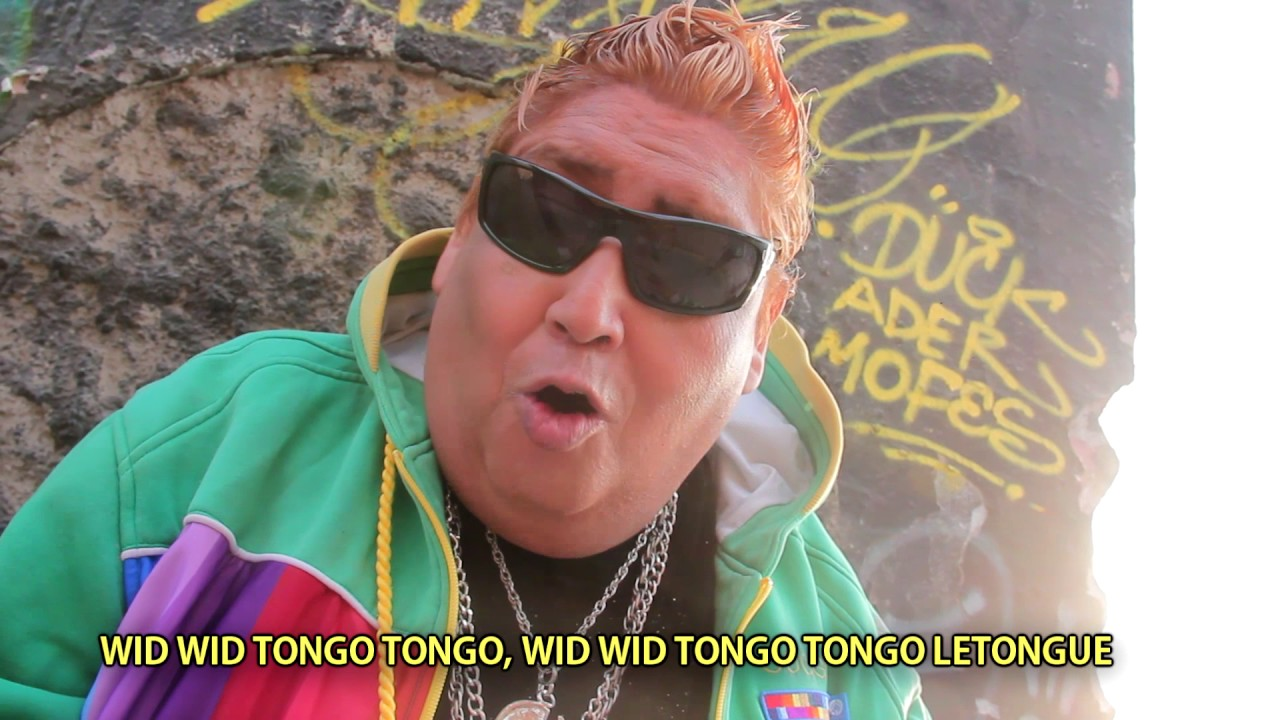
Tongo en el videoclip de su parodia de «Rap God» (2017).

Su popularidad en YouTube hizo que grandes youtubers reaccionen a sus videos. Entre ellos, destacaron Jordi Wild y AuronPlay, quienes por un tiempo crearon contenido sobre él e inclusive pedirle que versione ciertas canciones, como es el caso «Rap God», lanzada en abril de 2017, que fue a petición de Wild. En 2023, la agrupación Linkin Park, autor original de «Numb», incluyó la parodia de dicha canción en una publicación por alcanzar un nuevo récord de Spotify, mostrando su reacción en 2017 por la canción .
A pesar de que sus principales temas en YouTube son parodias y versiones, también ha optado por componer temas propios, como «La canción del Ayuwoki» y «Joker». Otras composiciones están relacionados con la sociedad como temas veraniegos, Laura Bozzo, el pisco sour y el coronavirus SARS-CoV-2.

## Participación en otros ámbitos

### Imagen comercial
Entre marzo de 2008 y diciembre de 2009 Tongo fue la imagen oficial del servicio de telefonía pública de Telefónica del Perú (hoy Movistar), participó en nueve comerciales de televisión fomentando el uso del teléfono público. La campaña le hizo acreedor a la compañía de un premio Effie en 2009. Luego, en 2010, firmó con Claro para filmar un comercial donde aparecía él y otros compañeros jugando balón, promocionando el servicio de telefonía fija de la empresa.

### Incursión en la política
En 2005 Ciro Gálvez lo invitó a formar parte de las filas del partido Renacimiento Andino, en la que postuló al Congreso de la República, sin éxito en las urnas, ya que según el conteo, solo obtuvo 23 votos a nivel nacional. Para promocionarse, ingresó al programa político Hoy con Hildebrant, en que el presentador César Hildebrandt criticó su preparación.
En homenaje a su amistad con Jaime Bayly, conductor del programa televisivo El francotirador, quien consideraba una postulación presidencial en las elecciones generales de 2011, Tongo lanzó una canción llamada «Jaime pa’ presidente», que posteriormente tendría una secuela «Jaime pa’ presidente II». La amistad entre Jaime y Tongo lo convirtió, momentáneamente, en el centro de la atención de la farándula peruana.
En 2010 Tongo anunció su apoyo a la entonces candidata del PPC-Unidad Nacional Lourdes Flores Nano en las elecciones municipales de Lima de 2010, ocasionando fricciones públicas con Bayly, quien respaldó a través de su programa televisivo a la candidata de Fuerza Social, Susana Villarán.

## Controversias
El 3 de enero de 2013, Tongo fue acusado de realizar tocamientos indebidos en agravio de una menor de 15 años, quien sería hija de Juan Carlos Sotil Toledo, coronel de la Policía Nacional, en el distrito de Pueblo Libre. En su defensa, Tongo declaró una versión opuesta, afirmando que realmente él habría recibido golpizas por parte del coronel. Aquellos golpes le dañaron gravemente el rostro y la cavidad bucal, según lo mostró en  el programa de televisión El reventonazo de la chola. Meses después, en noviembre, la fiscal María Cabellos, titular de la 46° Fiscalía Penal de Lima, interpuso la denuncia.
Sin embargo, en octubre de 2017, Tongo fue sentenciado a 3 años y 8 meses de prisión suspendida. El Vigésimo Primer Juzgado Provincial para Reos Libres en Lima ordenó que Tongo pague 10 mil soles de reparación civil. En enero de 2019, Tongo es condenado a un año de prisión preventiva suspendida por presentar datos falsos a la Fiscalía sobre la agresión del coronel Juan Carlos Sotil.
En mayo de 2019, fue acusado por los trabajadores de la pollería Rocky's de El Agustino por consumir y retirarse sin pagar la totalidad de la cuenta, cuyo video se mostró insultos a su esposa Fiorella Lupinta. Aunque Tongo justificó que se trató de un error del cobrador, junto a uno de los trabajadores de la pollería fue a un agente policial para denunciarlo.

## Vida personal

### Familia
Desde 1983 hasta 2023 convivió con Gladys Lupinta, que sería la administradora del Grupo Imaginación y la coproductora de sus canciones. Fruto de la unión nacieron siete hijos. Una de ellos es alumna del Conservatorio Nacional de Música y participó como corista en el concierto de los Rolling Stones en Lima.
En 2020 declaró que otra de sus hijas residente en Alemania, quien fue primer puesto en la carrera de ingeniería petroquímica de la Universidad Nacional de Ingeniería, irá a trabajar desde 2021 a la NASA.

### Estado de salud
En 2008 Tongo confesó padecer diabetes emotiva. Más adelante padecería una insuficiencia renal relacionado con lo anterior. En junio del 2017, fue internado por una descompensación. Subió un video como muestra de ello, además de algunas acusaciones en su contra. En mayo del 2021, recibió la vacuna contra la COVID-19. Esto lo impulsó a hacer «privaditos» en pleno confinamiento, pese a las restricciones del Estado. Tongo se justificó diciendo:

Me sentí obligado a aceptar ese contrato porque necesito dinero para comprar mis medicinas y mis alimentos. Todos saben que soy un hombre enfermo y, como todos los artistas, estoy demasiado afectado por esta crisis económica. De dónde voy a sacar plata si yo vivo de la música.

Asimismo, en el programa Magaly TV, la firme, declaró que está en la última etapa de su enfermedad. En agosto de 2021, denunció una presunta negligencia médica, mientras recibía un tratamiento para su diabetes en el Centro Nacional de Salud Renal:

Hace doce días estaba recibiendo tratamiento por mi diabetes, en el Centro Nacional de Salud Renal, y le dije a la señorita que tenía frío y me trajeron unas bolsas de agua caliente que pusieron en mis pies y se olvidaron, pues pasaron cuatro horas y eso causó que se me quemaran las plantas de los pies. Eso es negligencia médica porque las plantas de mis pies se reventaron y quedaron en carne viva, se notaban mis huesos.

Debido al accidente, fue trasladado al Hospital Nacional Guillermo Almenara. En octubre de 2021, fue internado nuevamente en unidad de cuidados intensivos del Hospital Nacional Arzobispo Loayza, debido a complicaciones de su diabetes. Tras permanecer 20 días, fue dado de alta en noviembre.
Para finales de 2022, su esposa Lupinta señaló que Tongo presentó una infección generalizada luego de extirpar un tumor en su organismo, por lo que fue internado en el Instituto Nacional de Enfermedades Neoplásicas (INEN), el 30 de diciembre.

## Fallecimiento
La noche del 10 de marzo de 2023, su familia y allegados comunicaron mediante redes sociales su fallecimiento, hecho que fue rebotado casi al instante por medios escritos y televisados del Perú. Los restos de Tongo fueron velados en el Auditorio Los Incas del Ministerio de Cultura y sepultados en el Cementerio Campo Fe de Huachipa, siendo recibido por fanáticos, amistades y colegas del ámbito musical.

## Discografía
| - 1981: De cantina en cantina (Grupo Imaginación) - 1983: Tongo, el grande (Grupo Imaginación) - 2000: Disco de oro - 2017: Mis éxitos - 2019: Éxitos tonglish | - 2021: Éxitos tonglish, vol. 1 |

### Sencillos
| - 1980: «Navidad de un preso» - 1981: «El canillita/De cantina en cantina» - 1981: «Un nuevo amor» - 1981: «Homenaje a Juan Moran "Pavico"/Dónde estás mi amor» - 1982: «Cholita/El hijo de nadie» - 1982: «No tendrás mi perdón/Llorar» - 1982: «La venganza/Mi amigo real» - 1983: «Falsedad/Busco un consuelo» | - 1983: «La culpa la tienes tú» - 1983: «Falsedad» - 1984: «Mujer traicionera» - 2007: «Yo no soy celoso» - 2019: «Mundial de Rusia 2018» - 2019: «La canción del Ayuwoki» - 2020: «El coronavirus no nos vencerá» - 2021: «Joker» |

## Videografía
| Fecha de lanzamiento | Video (canción)                                                            | Artista original      | Ref.    |
| -------------------- | -------------------------------------------------------------------------- | --------------------- | ------- |
| 2011                 | Baby                                                                       | Justin Bieber         | [ 71 ]  |
| 2016                 | Let It Be                                                                  | The Beatles           | [ 72 ]  |
| 2016                 | Sorry                                                                      | Justin Bieber         | [ 73 ]  |
| 2016                 | Work                                                                       | Rihanna               | [ 74 ]  |
| 2016                 | Angie - Satisfaction (con Andynsane)                                       | The Rolling Stones    | [ 75 ]  |
| 2016                 | Pokémon + Tongo = Poketongo («Tema de Pokémon»)                            | Óscar Roa             | [ 76 ]  |
| 2016                 | Sweet Child o' Mine                                                        | Guns N' Roses         | [ 77 ]  |
| 2016                 | Homenaje a Juan Gabriel («Querida»)                                        | Juan Gabriel          | [ 78 ]  |
| 2016                 | Chop Suey («Chop Suey!»)                                                   | System of a Down      | [ 79 ]  |
| 2017                 | Numb                                                                       | Linkin Park           | [ 80 ]  |
| 2017                 | Rap God                                                                    | Eminem                | [ 81 ]  |
| 2017                 | Hotel California                                                           | Eagles                | [ 82 ]  |
| 2017                 | Homenaje al Día del Padre («Mi viejo»)                                     | Piero                 | [ 83 ]  |
| 2017                 | Pumped Up Kicks                                                            | Foster the People     | [ 84 ]  |
| 2017                 | In the End                                                                 | Linkin Park           | [ 85 ]  |
| 2017                 | Californication                                                            | Red Hot Chili Peppers | [ 86 ]  |
| 2018                 | Zombie                                                                     | The Cranberries       | [ 87 ]  |
| 2018                 | Torbellino                                                                 | Christian Meier       | [ 88 ]  |
| 2018                 | Smells Like Teen Spirit                                                    | Nirvana               | [ 89 ]  |
| 2018                 | Vivir mi vida                                                              | Marc Anthony          | [ 90 ]  |
| 2019                 | Gucci Gang                                                                 | Lil Pump              | [ 91 ]  |
| 2019                 | Bohemian Rhapsody                                                          | Queen                 | [ 92 ]  |
| 2019                 | Billie Jean                                                                | Michael Jackson       | [ 93 ]  |
| 2019                 | El baile del caballo en coreano 2019 al estilo Le Tongué («Gangnam Style») | PSY                   | [ 94 ]  |
| 2019                 | Bebecita («Bebe»)                                                          | 6ix9ine con Anuel AA  | [ 95 ]  |
| 2019                 | Like a Stone                                                               | Audioslave            | [ 96 ]  |
| 2020                 | Evangelion en tongones («Zankoku na Tenshi no These»)                      | Yōko Takahashi        | [ 97 ]  |
| 2020                 | Unravel                                                                    | Tōru Kitajima         | [ 98 ]  |
| 2020                 | Take on Me                                                                 | A-ha                  | [ 99 ]  |
| 2021                 | Joker tonglish para todo el mundo («Joker»)                                | Él mismo              | [ 100 ] |
| 2021                 | Dynamity para las armys («Dynamite»)                                       | BTS                   | [ 101 ] |
| 2022                 | La de Kiss («I Was Made for Lovin' You»)                                   | Kiss                  | [ 102 ] |

## Premios y nominaciones
- En 2011 recibió una nominación a la cuarta edición de los Premios Apdayc, en la categoría «artista tropical masculino».[103]
- En 2017 recibió el Silver Play Button por alcanzar la meta de 100 000 suscriptores en su canal de YouTube.[104][105]
- En 2020 recibió el Gold Play Button por alcanzar la meta de 1 000 000 suscriptores en su canal de YouTube.[99][23]